# Aldo Brunacci
Don Aldo Brunacci (Assisi, 1914 – Assisi, 2 febbraio 2007) è stato un presbitero italiano, il cui nome è iscritto a Yad Vashem tra i giusti tra le nazioni per la sua opera a favore degli ebrei durante l’Olocausto.

## Biografia
Nato da una famiglia di artigiani, Brunacci studia a Roma.
Tornato a Assisi è, con padre Rufino Niccacci, tra i collaboratori più stretti cui il vescovo Giuseppe Placido Nicolini si rivolge per fronteggiare l'emergenza al momento dell'occupazione tedesca. Assisi è letteralmente invasa dai profughi, tra i quali oltre 300 ebrei. Il vescovo e i frati minori di san Damiano non hanno esitazioni.
Assisi diventa uno dei principali centri della resistenza italiana all'Olocausto. Travestiti da frati e suore, nascosti nei sotterranei e nelle cantine, mimetizzati tra gli sfollati, provvisti di documenti falsi, gli ebrei rifugiatisi ad Assisi sono protetti da una vasta rete di solidarietà che si estende anche ad altre zone dell'Umbria ed ha contatti, anche attraverso il ciclista Gino Bartali, con le centrali di resistenza e finanziamento della DELASEM in Liguria e Toscana. Il compito è arduo. Tra i rifugiati ci sono donne, bambini, vecchi, ammalati, che necessitano cura e assistenza per le necessità quotidiane. Don Brunacci organizza anche una scuola dove i bambini ebrei possano ricevere istruzione religiosa ebraica. Grazie anche alla complicità dell'ufficiale tedesco Valentin Müller, che dichiarerà Assisi una zona franca ospedaliera, nessun ebreo sarà deportato da Assisi.
Arrestato dai fascisti nel maggio 1944, don Brunacci riesce a salvarsi grazie ai suoi superiori, ma deve rifugiarsi al sicuro a Roma fino alla Liberazione.

## Riconoscimenti
Con il vescovo Nicolini e padre Niccacci, riceve nel dopoguerra l'attestato di giusti tra le nazioni a Yad Vashem. Nel 1985 il film Assisi Underground di Alexander Ramati ricostruisce con un po' di fantasia le vicende e i protagonisti di quegli anni.